# Ahmed Mazhar Nakechbandi
Ahmed Mazhar Nakechbandi (n. 20 septembrie 1951) este unul dintre liderii comunității musulmane din București, fiind președintele mai multor organizații ale societății civile islamice. De profesie este medic (având specializarea chirurgie cardio-vasculară) și mediator. De asemenea, este predicator și fondator al Moscheii Ar-Rahman din cartierul Crângași, sector 6, București.

## Originea
Pe linie genealogică, Ahmed Mazhar Nakechbandi este descendent direct al Profetului Muhammad, din ramura Aaragi – Abu Muhammad Al Hassan Al Izzi. Tatăl acestuia, Abdul Jalil Al Izzi a fost Muftiul zonei Abu Kamal (Der El Zor, Siria), iar străbunicul acestuia Ahmed Al Izzi Al Kabir era unul din șeicii apropiați ai sultanului Abdul Hamid al II-lea, fiind responsabil religios de zona Der El Zor. Datorită orientării sufiste a acestuia, i-a fost adăugat supranumele de Nakechbandi, ce a fost transmis ulterior întregii familii.

## Biografie
Ahmed Mazhar Nakechbandi s-a născut în data de 20 noiembrie 1953, iar conform actelor, în data de 20.09.1951 în Der El Zor - Siria, cel de-al patrulea copil dintr-o familie  de 11 copii (4 fete și 7 băieți, fiind primul băiat).
Școala primară și liceul le-a urmat în Siria, studiile superioare fiind efectuale în Irak, Franța și România. Ahmed Mazhar Nakechbandi este absolvent al Facultății de Medicină din Craiova și are titlul de Doctor în  științe medicale al Facultății de Medicină din București, 1990. Ahmed Mazhar Nakechbandi este absolvent al Institutului Diplomatic Român.
Educația religioasă a primit-o de la mai mulți profesori și șeici, printre care enumerăm: tatăl acestuia, șeicul Abdul Jalil Nakechbandi, șeicul Mohaidy al Ashram, șeicul dr. Ahmed al Saraaj din Deir ez-Zor.
Ahmed Mazhar Nakechbandi este deținător al tradiției orale a transmiterii hadisurilor de la Profetul Muhammad prin intermediul  multor deținători de Hadis, printre care următorii: șeicul dr. Akram Abdul Wahab al Musuli, șeicul dr. Ghulam Allah Rahmati, șeicul dr. Muhammad Bin Israil An Nadawi, șeicul dr. Thanaa Allah Al Madani, șeicul dr. Abdul Wakil Bin Abdul Haq Al Hashimi, șeicul Muhamed Ali Jumua (muftiul Egiptului), șeicul Abdul Rahman al Katani, șeicul Idris Al Katany, șeicul dr. Muhamed Darvis al Khatib.
Ahmed Mazhar Nakechbandi este medic, fiind doctor în medicină. Acesta profesează în cadrul clinicii fondate de acesta, AVICENA IBNSINA.
Ahmed Mazhar Nakechbandi practică și profesia de mediator.
Este căsătorit și are 3 copii.

## Activitate publică
Ahmed Mazhar Nakechbandi a publicat mai multe articole și cărți despre islam și despre musulmani:
- Poarta către literele arabe – caligrafie și fonetică,[4]
- Educație în Islam[5]
- Rugăciunea (As – Salat)[6]
- Despre post[5]

A tradus împreună cu profesorul Nicolae Dobrișan, o serie de lucrări de referință din cultura și civilizația islamică, printre care:
- Az Zahabi Al – Al Kaba’ir – Marile Păcate[7]
- Muhammad Husayn Haykal - Viața lui Muhammad[7]

A revizuit și îngrijit următoarele lucrări:
- Abdul Ar Rahman bin Al Kassim Al Sheha, Înțelegrea Islamului (împreună cu Alya Iacob și Mioara Ghinia)
- Abdul Ar Rahman bin Al Kassim Al Sheha, Femeile în Islam, (împreună cu Gabriela Gharabli, Alya Iacob și Mioara Ghinia)

Ahmed Mazhar Nakechbandi a venit în România la sfârșitul anului 1976 pentru a-și continua studiile, țară în care ulterior s-a naturalizat, obținând în anul 1992 cetățenia română.
Datorită educației sale religioase și a calităților sale organizatorice, Ahmed Mazhar Nakechbandi a devenit o resursă de bază a micii comunități musulmane din România în timpul regimului comunist. Până în 1989 acesta a frecventat Geamia din București, unde deseori completa ritualul religios cu diferite prelegeri despre credința islamică.
După Revoluția din 1989, în calitate de membru al comunității musulmane din București, a organizat primele alegeri din comunitate fiind Președintele Comisiei Elective. În urma acestor alegeri a fost desemnat vicepreședintele acestei comunități. În această calitate, a organizat comunitatea musulmană din București, dezvoltând programe religioase pentru păstrarea identitității musulmane a noii comunități. Printre realizările comunității musulmane din acea perioadă se numără și extinderea spațiului de rugăciune al Geamiei din București, prin edificarea unei construcții care să asigure un acces mai mare al musulmanilor.
Având în vedere nevoile comunității musulmane, acesta demarează proiectul construirii unui Centru Cultural Islamic în București. În 1993 înființează prima organizație a societății civile musulmane din București – Societatea Umanitară Semiluna. Prin intermediul acestei organizații demarează în 1994 construcția Centrului Cultural Islamic Semiluna, edificiu ce va include o moschee (Moscheaa Ar-Rahman), o școală și o grădiniță.
Din 1996, Ahmed Mazhar Nakechbandi este președintele Centrului Cultural Islamic Semiluna din București, calitate în care a dezvoltat programe și activităti pentru comunitatea musulmană, având ca parteneri, printre alții, Universitatea Al Azhar din Egipt.
Din anul 2008, Ahmed Mazhar Nakechbandi a înființat Institutul Cultural Educațional Al Hashimia, în cadrul căruia funcționează și Școala Iordaniană din București.
Dr. Ahmed Mazhar Nakechbandi este o prezență constantă în media românească, unde este solicitat în mod frecvent să explice fapte și raționamente care țin de lumea musulmană, unde a contribuit în calitate de consultant la realizarea mai multor emisiuni cu caracter informativ, cultural sau politic, în relația cu mediul islamic și lumea arabă.
În seria de emisiuni realizate de Ion Cristoiu la OTV în lunile următoare actelor de la 11 septembrie 2001, în emisiunea „Pentru dumneavoastră, doamnă”, produsă de Florica Rădulescu pentru Realitatea TV la începutul anilor 2000 a explicat concepții ale sistemelor musulmane și societății musulmane.
A participat alături de Gelu Voican Voiculescu la emisiunea de tradiție realizată de către Dragoș Petre Dumitriu, „Cronica Supranaturalului”, în episodul intitulat „Sufletul și destinul Islamului”.
A colaborat ca și consilier de specialitate și a comentat pentru mai multe episoade ale producției TVR „Călător în Orient”, serial realizat de Sandrino Gavriloaia pentru Redacția Cultură, religie, știință a SRTV în anii 2001-2002.
A găzduit la Moscheea Ar-Rahman echipe ale redacției de știri a TVR cu prilejul sărbătorilor musulmane importante.
A colaborat la revista bilingvă de cultură și opinie arabă „Orient”.
A colaborat cu Liga Română de Prietenie cu Lumea Arabă.
A realizat materiale de presă despre comunitatea musulmană din România pentru mai multe publicații și posturi de radio și televiziune din spațiul arab.